# Silent Valley Reservoir
Silent Valley Reservoir är en reservoar i Storbritannien.   Den ligger i riksdelen Nordirland, i den västra delen av landet, 500 km nordväst om huvudstaden London. Silent Valley Reservoir ligger 138 meter över havet. Arean är 0,65 kvadratkilometer.Trakten runt Silent Valley Reservoir består i huvudsak av gräsmarker. Den sträcker sig 2,7 kilometer i nord-sydlig riktning, och 0,4 kilometer i öst-västlig riktning.